# Miss Géorgie

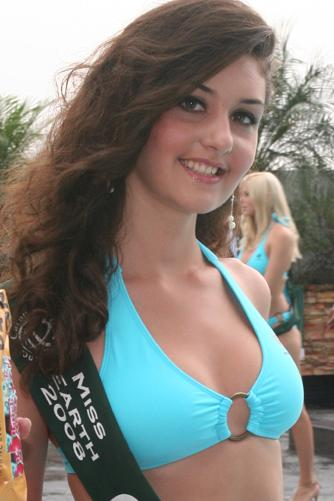
Sopiko Svimonishvili, candidate pour Miss Terre 2008 au nom de la Géorgie.

Miss Géorgie est un concours de beauté annuel tenu en Géorgie, pays du Caucase. La gagnante représente son pays aux élections de Miss Univers, Miss Monde, Miss Terre et Miss Europe. Il ne doit pas être confondu avec le concours de Miss Géorgie, État américain, qualificatif pour les élections de Miss USA ou Miss America.

## Candidates pour Miss Monde
| Année | Candidate            | Nom en géorgien    | Classement                 |
| ----- | -------------------- | ------------------ | -------------------------- |
| 2003  | Irina Onashvili      | ირინა ონაშვილი     | Top 20, Miss Talent Winner |
| 2004  | Salome Chikviladze   | სალომე ჩიკვილაძე   | unplaced                   |
| 2005  | Salome Khelashvili   | სალომე ხელაშვილი   | unplaced                   |
| 2006  | Nino Kalandadze      | ნინო კალანდაძე     | unplaced                   |
| 2007  | Tamar Nemsitsveridze | თამარ ნემსიწვერიძე | unplaced                   |
| 2008  | Khatuna Skhirtladze  | ხათუნა სხირტლაძე   | unplaced                   |
| 2009  | Tsira Suknidze       | ცირა სუქნიძე       | unplaced                   |
| 2010  | Dea Arakishvili      | დეა არაყიშვილი     | unplaced                   |
| 2011  | Janet Kerdikoshvilli | ჟანეტ ქერდიყოშვილი | unplaced                   |
| 2012  | Salome Khomeriki     | სალომე ხომერიკი    | unplaced                   |
| 2013  | Tamar Shedania       | თამარ შედანია      | unplaced                   |
| 2014  | Ana Zubashvili       | ანა ზუბაშვილი      | unplaced                   |
| 2015  | Nuka Karalashvili    | ნუკა ყარალაშვილი   | unplaced                   |
| 2016  | Victoria Kocherova   | ვიქტორია კოჩეროვა  | unplaced                   |
| 2017  | Keti Shekelashvili   | ქეთი შეყელაშვილი   | unplaced                   |
| 2018  | Nia Tsivtsivadze     | ნია წივწივაძე      | unplaced                   |
| 2019  | Nini Gogichaishvili  | ნინი გოგიჩაიშვილი  | unplaced                   |

## Candidates pour Miss Univers
| Année | Candidate             | Nom en géorgien     | Classement |
| ----- | --------------------- | ------------------- | ---------- |
| 2004  | Nino Murtazashvili    | ნინო მურთაზაშვილი   | unplaced   |
| 2005  | Rusudan Bochoidze     | რუსუდან ბოჩოიძე     | unplaced   |
| 2006  | Ekaterine Buadze      | ეკატერინე ბუაძე     | unplaced   |
| 2007  | Ana Giorgelashvili    | ანა გიორგელაშვილი   | unplaced   |
| 2008  | Gvantsa Daraselia     | გვანცა დარასელია    | unplaced   |
| 2009  | Lika Ordzhonikidze    | ლიკა ორჯონიკიძე     | unplaced   |
| 2010  | Nanuka Gogichaishvili | ნანუკა გოგიჩაიშვილი | unplaced   |
| 2011  | Eka Gurtskaia         | ეკა ღურწკაია        | unplaced   |
| 2012  | Tamar Shedania        | თამარ შედანია       | unplaced   |
| 2014  | Ana Zubashvili        | ანა ზუბაშვილი       | unplaced   |
| 2015  | Janet Kerdikoshvili   | ჟანეტ ქერდიყოშვილი  | unplaced   |
| 2016  | Nuka Karalashvili     | ნუკა ყარალაშვილი    | unplaced   |
| 2017  | Marita Gogodze        | მარიტა გოგოძე       | unplaced   |
| 2018  | Larissa Petrosyan     | ლარისა პეტროსიანი   | unplaced   |
| 2019  | Tako Adamia           | თაკო ადამია         | unplaced   |

## Candidates pour Miss International
| Année | Candidate         | Nom en géorgien | Classement |
| ----- | ----------------- | --------------- | ---------- |
| 2009  | Maria Sarchimelia |                 | unplaced   |
| 2010  | Tamar Pilishvili  |                 | unplaced   |
| 2011  | Mari Asatiani     |                 |            |

## Candidates pour Miss Tourism Queen Int'l
| Année | Candidate           | Classement                                         |
| ----- | ------------------- | -------------------------------------------------- |
| 2007  | Maria Sarchimelia   | unplaced                                           |
| 2008  | Ana Khutsishvili    | unplaced                                           |
| 2009  | Kristine Dzidziguri | "Miss Personality" at "Miss Tourism International" |

## Liens
- Official Miss Georgia website